# Armelle Héliot
Pour les articles homonymes, voir Héliot.
Armelle Héliot est une journaliste et critique dramatique française, née le 21 mai 1949.

## Les débuts àLa Quinzaine littéraire
Après une enfance et une adolescence passées en Algérie française, Armelle Héliot s'installe à Paris pour suivre des études de lettres, d'histoire de l'art et d'archéologie. Elle s'inscrit à l'université Paris VIII-Vincennes où elle suit le séminaire de Lucette Finas. Son travail de fin d'étude porte sur Les Chimères de Gérard de Nerval.
Ce texte attire l'attention de Maurice Nadeau, qui l'engage à La Quinzaine littéraire en 1970.  C'est ainsi qu'elle commence sa carrière en journalisme à l'âge de 20 ans. Armelle Héliot rédige alors des comptes-rendus d'ouvrages divers, de la psychanalyse aux romans sud-américains. À cette époque, elle réside rue Cujas dans le 5e arrondissement de Paris. Son dernier article dans La Quinzaine littéraire est publié en 1979. Elle gardera toujours un lien particulier avec Maurice Nadeau, auquel elle consacre un hommage lors de sa disparition en 2013.
En parallèle de cette expérience professionnelle fondatrice, Armelle Héliot rejoint le Quotidien de Paris, sous la direction de Philippe Tesson, dès le lancement du journal en 1974. Ce nouvel engagement la conduit à écrire pour la première fois sur le spectacle vivant. C'est dans les colonnes du journal qu'elle publiera la toute première interview de Dominique Blanc. Elle est employée du journal jusqu'à sa fermeture en 1994. Après la mort de Philippe Tesson, elle se souvient les conférences de rédaction du quotidien comme « de grandes pièces de théâtres ».
Dans les années 1980, elle débute à la télévision en travaillant pour l'émission Plaisir du théâtre sur Antenne 2. Elle collabore notamment à l'émission spéciacle consacrée à Charles Dullin en 1985. Cette période la voit aussi s'essayer avec succès à la radio : elle est recrutée par Pierre Bouteiller dans l'émission Le Masque et la plume sur France Inter en 1986. Elle fera partie des critiques dramatiques fidèles de l'émission jusqu'à l'arrivée de Rebecca Manzoni à l'animation en 2024. C'est cette dernière qui a demandé à Armelle Héliot de laisser sa place, afin de « renouveler [l]e concert de voix ». Armelle Héliot a fait ses adieux au Masque et la plume en décembre 2023.

## Entrée auFigarocomme chroniqueuse judiciaire
Après la disparition du Quotidien de Paris, Armelle Héliot continue de travailler comme critique dramatique pour d'autres titres du Groupe Quotidien, notamment le Quotidien du médecin (jusqu'en 2023) et le Quotidien du pharmacien (jusqu'en 2016).
Sa carrière connaît un nouveau tournant en 1994 lorsqu'elle est engagée au Figaro par Franz-Olivier Giesbert. Aucun poste de journaliste culturel n'est disponible, elle est alors recrutée comme grand reporter à la chronique judiciaire. Après quelques années à couvrir « des crimes atroces » et des « procès épouvantables », elle renoue avec le théâtre en devenant rédactrice en chef du service culture du quotidien.
Au milieu des années 1990, elle participe à l'émission télévisée Le Cercle de minuit, alors présenté par Laure Adler sur France 2. Par ailleurs, la journaliste collabore encore à des projets radiophoniques sur France Culture, comme Radio Libre et, par la suite, en produisant certains épisodes de l'émission À voix nue comme celui consacré à Olivier Py ou à Jean-Louis Trintignant.
Elle est aussi une collaboratrice régulière de L'Avant-scène Théâtre. Depuis 1999, elle signe des articles dans le magazine. Elle a aussi rédigé plusieurs préfaces aux pièces publiées par les éditions du même nom.
Depuis la fin des années 1990, Armelle Héliot a aussi participé à l'écriture de plusieurs ouvrages sur des personnalités, notamment sur le peintre Pierre Lesieur et sur les critiques dramatiques Guy Dumur et Philippe Tesson.
Armelle Héliot prend sa retraite du Figaro en 2019. Elle continue d'écrire ponctuellement pour le journal, notamment dans les pages du supplément Le Figaroscope jusqu'en 2023. Elle couvre des sujets culturels divers, du cinéma aux arts plastiques, en passant par le théâtre. La journaliste publie aussi des articles et des critiques sur son blog, Le Journal d'Armelle Héliot, qu'elle tient encore à jour en 2025. Elle s'excuse sur celui-ci donner « le sentiment, parfois, d’abandonner », mais justifie cette « intermittence » en faisant référence à ses autres engagements. La journaliste continue en effet de collaborer ponctuellement à diverses publications, parmi lesquelles Marianne (depuis 2022) et La Tribune (depuis 2024).
Outre ses activités professionnelles, elle a été impliquée dans plusieurs organisations syndicales, en tant que présidente de la société des rédacteurs du Figaro et comme membre du Syndicat de la critique Théâtre, Musique et Danse.

## Le Festival d'Avignon
Le Festival d'Avignon tient une place particulière dans la carrière d'Armelle Héliot, elle suit l'événement en tant que critique dramatique depuis 1978 et y réside pendant toute la durée du festival. Depuis ses débuts, elle n'a manqué que les éditions de 1981 (à cause d'un accident de voiture) et celle de 2008.
Sur place, elle participe activement à l'événement en participant à l'enregistrement en public du Masque et la plume (entre 1986 et 2023). Plus ponctuellement, elle fait partie des conversations organisées par le Syndicat de la critique Théâtre, Musique et Danse. Un numéro de l'émission Des idées sous les platanes, produit par France Culture et animé par Xavier de la Porte pendant le festival, lui a été consacré en 2014.

### Polémique autour de la pièceDämond'Angélica Liddell
Lors de l'édition 2024 du Festival, l'autrice et metteure en scène espagnole Angélica Liddell est invitée dans la Cours d'honneur du Palais des Pape pour présenter sa pièce Dämon, les funérailles de Bergman en ouverture. Une partie de la pièce, intitulée Humiliation subies, montre Angélica Liddell lire des extraits de critiques publiées à propos de ses spectacles précédents et insulter nommément leurs auteurs.

Armelle Héliot est parmi les journalistes visés, aux côtés de Philippe Lançon, Stéphane Capron, Fabienne Darge, Simon Gérard et Hadrien Volle. L'extrait la concernant provient de l'une de ses critiques publiée dans Le Figaro en novembre 2015, à propos du spectacle Première Épitre de saint Paul aux Corinthiens :
« Angélica Liddell n'a rien à dire. Mais quand donc se réveillera-t-elle, Angélica Liddell ? Quand donc trouvera-t-elle la forme qui lui convient pour exprimer sa souffrance ? Quand les commanditaires de ces spectacles dans lesquels sa personnalité se perd, auront la loyauté de lui faire comprendre qu'elle se fourvoie - et que l'on ne nous oppose pas ici la liberté du créateur : on est en train de tuer une artiste »
L'attaque de la dramaturge espagnole contre les critiques dramatiques créé rapidement une polémique rapportée dans la presse française (Les Inrocks, Le Figaro) et la presse internationale (El Païs, The New York Times). Armelle Héliot prend la défense de l'ensemble de la profession dans la chronique Le Son d'Avignon sur France Culture et elle remercie ironiquement Angélica Liddell sur son blog.

## Distinctions et décorations
Pour l'ensemble de ses critiques théâtrales, Armelle Héliot est récompensée en 2005 par le prix Hachette de la presse écrite. En 2021, elle reçoit la Médaille Beaumarchais des prix SACD, attribuée pour son aide aux auteurs de théâtre. La journaliste a également reçu les distinctions suivantes :
- Chevalière de la Légion d'honneur (2006)[47]
- Chevalière de l'ordre national du Mérite (1998)[48]
- Commandeure de l'ordre des Arts et des Lettres (2022)[49] ; officière en 2016